# Пророк (вірш)
«Пророк» — вірш Олександра Сергійовича Пушкіна. У 1828 році вірш вперше був опублікований у «Московському віснику». Імовірно, вірш спочатку представляв собою цикл із чотирьох віршів під назвою «Пророк». За свідченням М. П. Погодіна «Повинні бути чотири вірші, надрукований тільки перший». Решта три вірші до нас не дійшли.

## Створення і тема
Написання «Пророка» датується 1826 роком (літо).
«Середня» точка зору полягає в сприйнятті «Пророка» не в якості глибоких релігійно-містичних переживань самого поета, але і не як просто талановитої стилізації під одну з релігійних книг: Біблію або Коран, а в якості духовного ідеалу, що відкрився поетові в момент, коли життя і історія поставили його перед необхідністю вибору життєвого призначення. Така точка зору на позарелігійного характеру «пушкінського пророка» узгоджується і з позицією Володимира Соловйова. Той стверджував, що «Пророк» втілює в собі «ідеальний образ справжнього поета в його сутності і вищому покликанні».
Цей твір є хронологічно першим в ряду пушкінських віршів, в яких Пушкін «відкриває нам свої думки або свої внутрішні пошуки щодо істотного характеру і значення поезії, справжнього покликання поета. Ці твори неоднакового характеру, внутрішньо пов'язані між собою і представляють по суті лише варіації однієї головної теми». Це вірші «Поет» («Поки не вимагає поета до священної жертви Аполлон …»), «Відлуння» («Реве звір у лісі глухому …»), «Поетові» («Поет, що не дорожить любов'ю народною …»), " Чернь ", " Пам'ятник "; «Моцарт і Сальєрі». «Пророк» перегукується і з написаними раніше «Наслідування Корану». Далі Соловйов приходить до висновку, що пушкінський пророк «є чистий носій того безумовно ідеальної сутності поезії, яка була притаманне кожному справжньому поетові, і перш за все самому Пушкіну в зрілу епоху його творчості і в кращі хвилини його натхнення».

## Інтертекстуальність
Очевидне тематичне співвідношення «Пророка» з Книгою пророка Ісаї, особливо з шостою главою, а також з Кораном. На генезис поетичного тексту вплинула лірика Г. Р. Державіна, особливо прецедентним в цьому відношенні є текст оди «Володарям і суддям». На ідейний зміст «Пророка» деякий вплив справила лірика декабристів; в якості прикладу можна відзначити вірш Ф. М. Глінки «Покликання Ісаї», а також вірш В. К. Кюхельбекера «Пророцтво». Звертає на себе увагу монологічність вірша, в якому за допомогою урочистого ораторського стилю передається напружена драматичність універсальної дії перетворення.

## Вірш
ПРОРОК
Духовной жаждою томим,
В пустыне мрачной я влачился, —
И шестикрылый серафим
На перепутье мне явился.
Перстами лёгкими как сон
Моих зениц коснулся он.
Отверзлись вещие зеницы,
Как у испуганной орлицы.
Моих ушей коснулся он, —
И их наполнил шум и звон:
И внял я неба содроганье,
И горний ангелов полёт,
И гад морских подводный ход,
И дольней лозы прозябанье.
И он к устам моим приник,
И вырвал грешный мой язык,
И празднословный и лукавый,
И жало мудрыя змеи
В уста замершие мои
Вложил десницею кровавой.
И он мне грудь рассёк мечом,
И сердце трепетное вынул,
И угль, пылающий огнём,
Во грудь отверстую водвинул.
Как труп в пустыне я лежал,
И Бога глас ко мне воззвал:
«Восстань, пророк, и виждь, и внемли,
Исполнись волею Моей,
И, обходя моря и земли,
Глаголом жги сердца людей».